# Юстинское сельское муниципальное образование
Юстинское сельское муниципальное образование — сельское поселение в Юстинском районе Калмыкии. Административный центр = посёлок Юста.

## География
Юстинское СМО расположено в центральной части Юстинского района Калмыкии и граничит на северо-западе — с Хошеутовским СМО Октябрьского района Калмыкии и Барунским СМО Юстинского района, на севере — с Татальским, на востоке — с Харбинским, на юге — с Эрдниевским СМО Юстинского района Калмыкии, на западе — с Сарпинским СМО Кетченеровского района Калмыкии.
В рельефе территория Юстинского СМО выражена полого-волнистой равниной на морских верхнехвалынских отложениях с участками грядового рельефа и массивами перевеянных песков. Рельеф равнинный, представлен Прикаспийской низменностью.

### Гидрография
На территории Юстинского СМО отсутствуют гидрологические объекты, однако имеется ряд артезианских бассейнов, разбросанных по территории всего муниципального образования, а также линзы пресных и солоноватых вод.

### Климат
Климат зоны резко континентальный, сухой. Количество атмосферных осадков в среднем составляет 200—300 мм в год, в теплый период 130—165 мм. Земли подвержены ветровой эрозии, пески занимают площадь более 27000 га, что составляет более 14 % от площади всей территории муниципального образования. Число дней с засухами и суховеями может достигать 119 дней. Летом средние температуры + 23+25 градусов по Цельсию, порой 39-40 и выше. Зимой температура воздуха достигает в среднем −15-18 градусов. Зимой погода характеризуется крайне неустойчивостью.

### Почвы
На северо-западе муниципального образования распространены светло-каштановые солонцеватые и луговатые полупустынне почвы. На всей остальной территории Юстинского СМО получили распространение бурые полупустынные почвы, а также неразвитые песчаные почвы. Повсеместно на территории муниципального образования встречаются солончаки.

## Население
| 2002 | 2010 | 2011 | 2012 | 2013 | 2014 | 2015 |
| ---- | ---- | ---- | ---- | ---- | ---- | ---- |
| 878  | ↘865 | ↗867 | ↘841 | ↘826 | ↗827 | ↘792 |
| 2016 | 2017 | 2018 | 2019 | 2020 | 2021 |      |
| ↘779 | ↘773 | ↘769 | ↘748 | ↘746 | ↗810 |      |

По состоянию на 1 января 2012 г. численность населения Юстинского СМО составила 854 человека. Большая часть населения (618 человек) проживает в посёлке Юста. В Юстинском СМО отмечается естественный прирост населения.

### Национальный состав
В муниципальном образовании проживают представители 6 народов. В этнической структуре преобладает два народа — калмыки (49 %) и казахи (43 %).

## Состав сельского поселения
| № | Населённый пункт | Тип населённого пункта          | Население |
| - | ---------------- | ------------------------------- | --------- |
| 1 | Белоозёрский     | посёлок                         | ↘129      |
| 2 | Октябрьский      | посёлок                         | ↘74       |
| 3 | Юста             | посёлок, административный центр | ↗664      |

## Экономика
Сельское хозяйство является базовой отраслью специализации Юстинского СМО. Ведущими отраслями специализации сельскохозяйственного производства являются животноводство и растениеводство. Общая площадь земель сельскохозяйственного назначения составляет 150 484 га. Из них пастбища — 149 000 га. На территории Юстинского СМО действует сельскохозяйственный производственный кооператив (СПК) — «Юста», а также 29 крестьянско-фермерских хозяйств (КФХ) и 180 личных подсобных хозяйств (ЛПХ).

## Транспортная инфраструктура
Территорию СМО пересекает автодорога республиканского значения Цаган-Аман — Утта.